# Mårten Henriques
Mårten Ragnar Henriques, född 9 oktober 1886 i Göteborg, död 30 oktober 1974 i Göteborg, var en svensk advokat.
Han var son till Wilhelm Henriques och Hilda Henriques född i släkten Henriques.
Han tog studentexamen 1905 och blev inskriven vid Uppsala universitet och blev jur. kand. 1911. Åren 1911-13 gjorde han tingstjänstgöring och anställdes 1913 av Philip Leman.
Henriques var ledamot av Sveriges Advokatsamfund.